# 木村啓作
木村 啓作（きむら けいさく、1945年 - ）は、日本の科学者。兵庫県立大学名誉教授。専門は、物性化学。

## 経歴
- 1968年 - 横浜国立大学卒業
- 1973年 - 東京大学大学院博士課程修了
- 1975年 - 分子科学研究所助手
- 1991年 - 姫路工業大学教授
- 2004年 - 兵庫県立大学教授
- 2011年3月 - 退職[1]

## 著書
ナノの本質 －ナノサイエンスからナノテクノロジーまで－（共立出版）